# Lingua wichí
La lingua mataco, wichí o weenhayek è la lingua dei popoli cacciatori amerindi e raccoglitori della foresta tropicale del sud della Bolivia e del nord dell'Argentina. I suoi locutori appartengono a una entità linguistica chiamata mataco, o recentemente in Argentina wichí, che complessivamente conta circa 40 000 individui che parlano lingue o dialetti simili (Alvarsson e Claesson, 2012).
È una delle lingue ufficiali della provincia del Chaco in Argentina. Dalla promulgazione del decreto N.º 25894 il 11 di settembre di 2000 il weenhayek è una delle lingue indigene ufficiali di Bolivia, ed è stato incluso nella Costituzione Politica promulgata il 7 febbraio 2009.

## Aspetti storici, sociali e culturali

### Situazione attuale
Secondo i dati forniti da Crevels e Muysken (2009: 15) e Crevels (2012: 171), in Bolivia, il weenhayek conta 1929 locutori e perciò è una lengua in pericolo, essendo la minaccia più importante alla sua esistenza la predominanza politica e sociale della lingua spagnola.Per quanto riguarda il gruppo etnico, Alvarsson e Claesson (2012) segnalano che i ’weenhayek vivono principalmente della raccolta, della pesca e della caccia. Nel corso dei secoli, queste attività erano, oltretutto, si univano con l'emigrazione per il lavoro, che gli permetteva di ottenere alimenti basici, come il mais, e, nell'ultimo secolo, soldi e beni di consumo. Ciò nonostante, come indicano gli autori, dopo la meccanizzazione dei mulini di canna in Argentina negli anni sessanta, queste migrazioni sono quasi cessate e sono state sostituite da lavoro spontaneo come 'jornaleros'.
Alvarsson e Claesson (2012) segnalano, oltretutto, che nonostante il disordine sociale e la conversione a una versione indianista del credo pentecostale, la cultura ’weenhayek sembra essere sorprendentemente resistente. Così, la mitologia tradizionale continua ad essere ampiamente conosciuta, anche tra i bambini. Questo sapere popolare costituisce, probabilmente, uno dei fattori più importanti per la preservazione di una specifica identità ’weenhayek.

### Aspetti storici

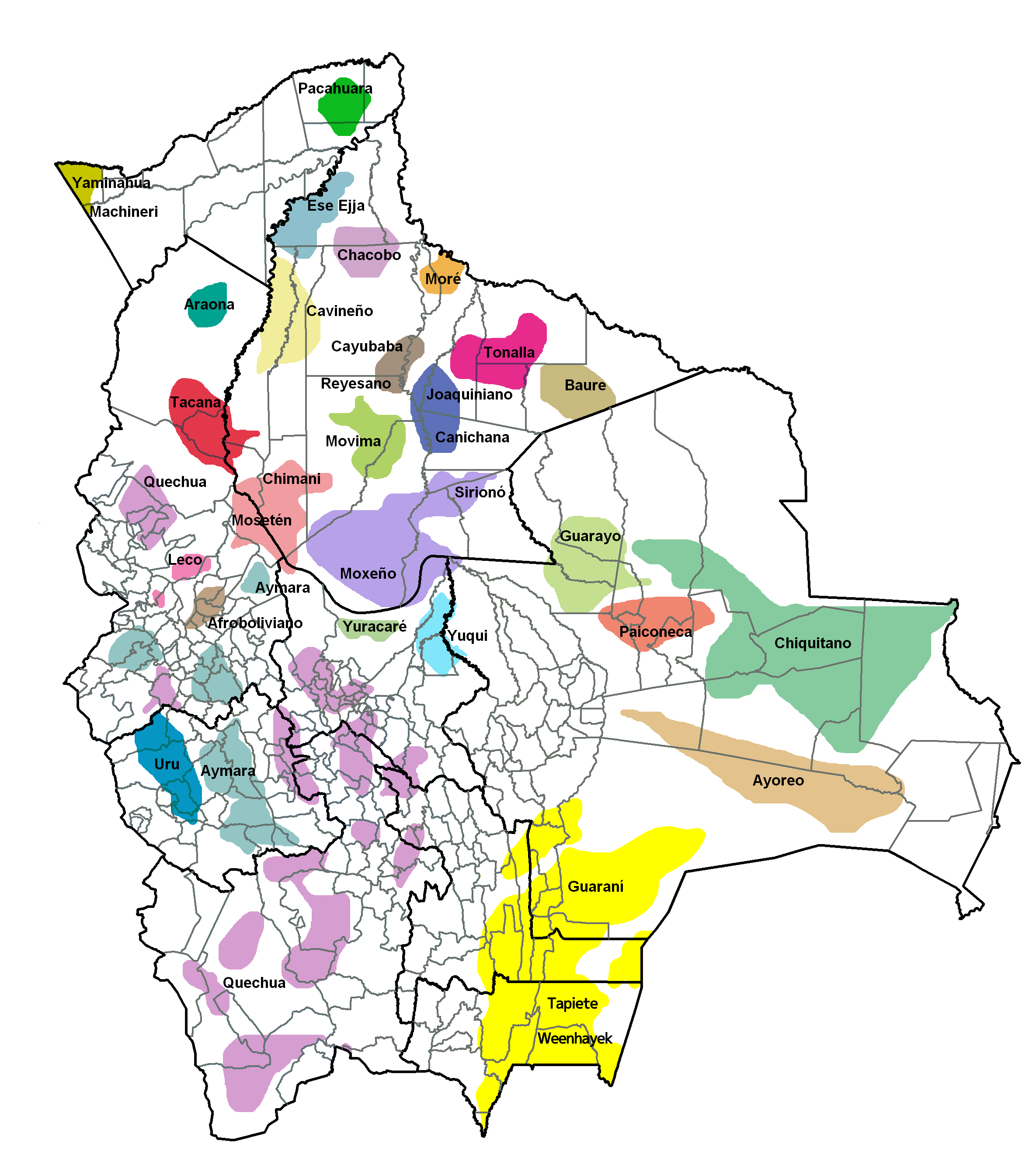
Popoli originari della Bolivia.

I ’weenhayek sono stato abbastanza isolati fin il secolo XIX, sebbene per via delle visite occasionali e delle migrazioni di lavoro stagionali, sono arrivati a contatto con altre culture e civiltà, come la cultura inca. Nonostante questi contatti, i weenhayek hanno mantenuto una cultura sovrana e indipendente nel suo ambiente tradizionale. Ciò nonostante, come segnalano Alvarsson e Claesson (2012), a finali del secolo XIX l'influenza esterna ha preso spazio. Nel 1866, i missionari franciscani hanno fondato la missione di Santo Antonio della Peña sulle rive del fiume Pilcomayo, dedicata esclusivamente a i ’weenhayek e orientata ad introdurre una specie di “educazione formale”. Ciò nonostante, dopo alcuni anni questa missione è stata abbandonata. Nel XX secolo, sono occorsi fatti che hanno inciso pesantemente sui weenhayek, in particolare il devastante conflitto di quattro anni tra Bolivia e Paraguay negli anni trenta, conosciuto come la guerra del Chaco. Questa guerra è stato disastrosa per la condizione socioculturale dei weenhayek. Come segnala Alvarsson, dopo la guerra, i weenhayek sono ritornati ‘libres’ (liberi), anche se in realtà questo termine aveva allora un'altra sfumatura, associato con ‘conquistati’ e ‘pacificati’.

## Classifica
Come segnalato da Alvarsson e Claesson (2012), la lingua ’weenhayek è membro delle lingue mataco. Se deve essere considerato un ‘dialetto’ o un ‘lingua’ separato è meramente una questione di definizione. Dovuto al fatto che esiste certo grado di intellegibilità tra le varietà linguistiche adiacenti e non esiste nessun confine nazionale coinvolto, le varianti del mataco sarebbero classificate normalmente come ‘dialetti’. Ciò nonostante, come segnalano gli autori, i locutori delle aree distanti non si comprendono tra di loro, questo genera una situazione nella quale non esiste né un ‘mataco standard’ né una 'lingua materna’ con dialetti come varianti di quella lingua in particolare. Per questa ragione, gli autori preferiscono descrivere la situazione delle lingue mataco, seguendo la proposta di Braunstein, come una 'catena linguistica', questo è, come insiemi discreti e contigui con variazioni costanti e sistematiche; così che se è vero che segmenti contigui parlano dialetti o varianti intellegibili, questo non è il caso dei segmenti più lontani (Braunstein, 2003:19, citato in Alvarsson e Claesson, 2012).

## Descrizione linguistica

### Fonologia
Il sistema consonantico del weenhayek si caratterizza per essere abbastanza lungo e complesso (Alvarsson e Claesson, 2012). Da un lato, si registrano 16 consonanti semplici, ma oltretutto esistono ventisei consonanti complesse che si caratterizzano per presentare una componente laringea. Con le oclusive e affricate si produce, allora, una serie parallela di suoni glottilizati e un'altra serie parallela di suoni aspirati.

### Lessico e classi di parole
A continuazione si trovano menzionate alcune caratteristiche del weenhayek per quanto riguarda il lessico e classi di parole (Alvarsson e Claesson, 2012):
- Sulla base di criteri formali, si distinguono le seguenti categorie nel weenhayek: sostantivi, pronomi, verbi, avverbi, congiunzioni, interiezioni e numerali.
- Per quanto riguarda i sostantivi, questi non presentano né generi né casi e neanche esprimono il carattere definito o indefinido mediante articoli. Si indica il numero plurale attraverso di suffissi.
- Il weenhayek presenta i seguenti pronomi personali liberi:

| Persona | Singolare     | Plurale                     |
| 1       | ’olhaam’      | ’olhaamelh (PE)             |
| 1       | ’olhaam’      | ’inaamelh (PI)              |
| 2       | ’aam’         | ’aameyh, ’aameyayh, ’aamelh |
| 3       | lhaam’, lham’ | lhaamelh                    |

- Il weenhayek presenta i seguenti numerali:

| (1) | ’iwehyáalhah (o hààtejwaji’)             | 'uno'                    |
|     | nitàk (o nitààkjwas)                     | 'due'                    |
|     | laajtumjwáya’                            | 'tre'                    |
|     | tumwek                                   | 'quattro'                |
|     | ’nookey ’iwehyáalhah                     | 'cinque (una mano)'      |
|     | ’nookey ’iwehyáalha ’ii’pe ’iwehyáalhah  | 'sei (una mano più uno)’ |
|     | ’nookey ’iwehyáalha ’ii’pe nitàk         | ‘sette’                  |
|     | ’nookey ’iwehyáalha ’ii’pe laajtumjwáya’ | ‘otto’                   |
|     | ’nookey ’iwehyáalha ’ii’pe tumwek        | ‘nove’                   |
|     | tijwek                                   | ‘dieci’                  |

### Annotazioni
1. ↑  Esta cifra hace referencia al número de hablantes de cuatro a más años de edad.